# Piet Versloot
Pieter Adrianus (Piet) Versloot (Moerkapelle, 26 december 1888 – Nijmegen, 22 december 1957) was een Nederlands (koor)dirigent.
Hij was zoon van Diederica Geertruida van Roijen en kastelein Hugo Versloot. Hijzelf was, als muziekleraar, sinds 1916 getrouwd met Johanna Hermina Rond.
Hij begon al op jonge leeftijd met het bespelen van het orgel en werd op aanbeveling van Gerard Bartus van Krieken organist te Zevenhuizen. Hij verkreeg zijn verdere opleiding van Willem Kerper (piano en muziektheorie) en Jaap Spaanderman, beiden in Gouda en Johannes Andries de Zwaan in Den Haag, op het orgel. Verdere studies vonden plaats aan de Muziekschool Nijmegen bij Leon C. Bouman (opnieuw muziektheorie) en P.C. Heemskerk (cello). Hij werd toen ook organist te Nijmegen.
Hij was vanaf 1905 bekend als koordirigent en dan voornamelijk in het gebied van de grote rivieren. Hij was dirigent te Moerkapelle (Zang en Vriendschap, vanaf 1906), Nijmegen (Halleluja), Arnhem (Aurora), Tiel, Gorinchem en Dordrecht. Hij was ook enige tijd dirigent bij de Nederlandse Opera Combinatie. Tussen 1934 en 1942 was hij werkzaam in Enschede, hij was directeur van de plaatselijke Maatschappij tot Bevordering der Toonkunst. Hij keerde terug naar Nijmegen en was daar tot zijn dood directeur van de Volksmuziekschool en dirigent van het (mede door hemzelf opgerichte) Bachkoor, waarmee hij jaarlijks te Nijmegen de Matthäus-Passion van Johann Sebastian Bach uitvoerde. Na Versloots overlijden fuseerde de volksmuziekschool met de Muziekschool van Toonkunst onder leiding van Arnold Martens. Bij uitvoeringen van de grotere werken stond hij ook wel voor de Arnhemsche Orkest-Vereeniging. Met zijn koren was hij soms op de radio te horen.
Tussen 1922 en 1937 was hij voorzitter van de "Nederlandse Bond van Koordirigenten" en tevens redacteur van het bijbehorende "Algemeen Koorzangblad". Hij zat ook in de examencommissies van die bond. Tussen 1937 en 1941 was Versloot voorzitter van het "Broederschap van Vakdirigenten".
Hij werd gecremeerd in Crematorium Dieren.